# یینتسه
یینتسه (به چکی: Jince) یک منطقهٔ مسکونی در جمهوری چک است که در ناحیه پریبرام واقع شده‌است. یینتسه ۲٬۲۰۰ نفر جمعیت دارد.